# Fable: The Lost Chapters
Fable je RPG počítačová hra vyvinutá firmou Lionhead Studios/Big Blue Box a vydaná Microsoftem pro Xbox 14. září 2004. Verze pro PC byla vydána ve světě 20. září 2005 a 30. března 2006 v České republice s podtitulem The Lost Chapters. Oproti původní verzi jsou k dispozici nové questy, celé nové lokace a zbraně, brnění, kouzla a také nepřátelé. Úpravy a vylepšení jsou i technického rázu.

## Příběh
Děj hry začíná v zemi zvané Albion, podobné staré Anglii, ve vesničce Dubové Údolí. Hrdina, zatím jen desetiletý chlapec, dostává úkol: koupit sestře bonboniéru k narozeninám, proto mu tatínek pomůže s penězi. Za každý dobrý skutek dostane 1 zlaťák. Po uskutečnění několika skutků, ať už dobrých nebo zlých, začne hlavní zápletka.
Po předání bonboniéry vtrhnou do vesničky zloději a bandité a celou vesnici vypálí a zabijí všechny kromě chlapce. Zachrání ho čaroděj Maze, který ho odvede do Hrdinského cechu. Zde malý chlapec dospívá a učí se bojovat a kouzlit. Po ukončení výcviku je vpuštěn do širého světa Albionu. Jeho skutky jsou známé po celé zemi. Jednou narazí na zprávy, že jeho sestra a matka žijí. Sestru najde a osvobodí soubojem s hlavním banditou Twinbladem. Jako vyhlášený hrdina se rozhodne navštívit Arénu v Lese Čarodějnic. Bojuje statečně a na konci při posledním souboji se musí rozhodnout, jestli zabije nebo nechá žít svou kamarádku z cechu Whisper. Při odchodu zjistí, že jeho matka byla legendární bojovnice a že možná žije. Po soubojích si hrdiny všimne starostka města Kamenného újezdu. Bojovník se nyní vydává hledat svou matku. Po vyčerpávajícím boji s balverinami, nemrtvými a strážnými odchází spolu s matkou do cechu. Po cestě se jim postaví hlavní nepřítel – Mečový Jack. Uvězní je v žaláři odkud se po čase náš hrdina díky lsti dostane. Zjistí však že Mečový Jack chce, s pomocí Mazeho – zrádce, moc nad celým světem. Pokouší se mu v tom zabránit, ale až v souboji v jeskyni Hrdinského cechu, kdy Jack zabije rekovu matku, ho přemůže. Musí se rozhodnout, buďto zabije mečem svoji sestru a získá tak nadvládu nad světem nebo meč hodí do hlubiny času. Po těchto událostech se náš hrdina dostává do soubojů s mnoha nepřáteli a nestvůrami. Zjistí však, že Jack nějakým způsobem přežil (přijal novou podobu-draka), a s pomocí namyšlené hrdinky Šípkové růže se snaží k Jackovi dostat. Ve finálním souboji s Jackem zvítězí. Leží však před ním další rozhodnutí. Nasadí si Jackovu masku a stane se nejmocnějším v Albionu, nebo ji zničí a zachrání tak svět před zlem.